# پتروس شوجونیان
پتروس شوجونیان (انگلیسی: Petros Shoujounian؛ زادهٔ ۱ ژانویهٔ ۱۹۵۷) آهنگساز اهل ارمنستان-کانادا است.

## زندگی‌نامه
وی در ۱ ژانویهٔ ۱۹۵۷ در گیومری به دنیا آمد و از کنسرواتوار دولتی کومیتاس ایروان و کنسرواتوار موسیقی کبک فارغ‌التحصیل شد. شوجونیان در سال ۱۹۷۶ به کانادا نقل مکان نمود. وی همچنین برندهٔ جوایزی همچون شده‌است. وی هم‌اکنون در استان کبک، کانادا به سر می‌برد.

## آثار

### ارکستری
- آختامار، bassoon, small orchestra (1983)
- Trois miniatures, 12 or more strings, (1984)
- راپسودی، cello, small orchestra (1985)
- سایات‌نووا (suite concertante), vibraphone (+ xylophone, marimba), orchestra (1988–92)
- کنسرتو، cello, string orchestra (1995)

### موسیقی مجلسی
- سوئیت، violin (1968–74)
- هوروول، کلارینت (۱۹۷۹)
- آراکس، string quartet, (1980)
- Dzez – à vous, piano, triangle (1982)
- Hour, ondes Martenot (1983)
- Funny Dialogues, 2 violins (1985)
- Le jeu, violin, cello, پیانو، (۱۹۸۵)
- Kour – Fleuve, string quartet (1985)
- ساسونی، piccolo, alto flute, harpsichord (1985)
- مونولوگ 1, viola (1985)
- مونولوگ ۲, گیتار (۱۹۸۵)
- مونولوگ ۳, پرکاشن (۱۹۸۵)
- مونولوگ ۴, cello (1986)
- Cinq danses arméniennes, پیانو، vibraphone (1987)
- Odzouny, ondes Martenot, ensemble (1987)
- Arevagal, bassoon, French horn, viola (1991)
- آرتساخ، 4 ondes Martenot (1993)

### گروه کر
- Ararat: Poème symphonique (text by Mardiros Kavukjian), soprano, alto, tenor, bass, mixed chorus, large orchestra (1981)
- Spirit divine attend our prayers, mixed chorus, organ (1985)
- Surp Khach – Holy Cross (oratorio), soprano, mezzo-soprano, baritone, mixed chorus, flute, oboe, clarinet, French horn, 2 violins, viola, cello, double bass, 3 percussion (2000)

### آوازخوانی
- Suite vocale de trois pièces, soprano, piano (1981)
- 18 Armenian Religious Chants, soprano, small orchestra (2001)

### پیانو
- Les pistes de jours (1978)
- La petite Elsie (1981)
- Mashtots, 2 pianos (1982)
- Monologue 5 (1986)

### ارگ
- Lui pour nous (1983)